# Marie Courcelles
Marie Courcelles, fl. 1562–1583, var en skotsk hovfunktionär. Hon var hovdam åt Skottlands drottning Maria Stuart. 
Hon kom till Skottland från Frankrike 1562 och fick anställning som hovdam hos Maria Stuart. Hon var troligen syster till Toussaint Courcelles, som var anställd som betjänt vid Marias hov. 
Hon nämns vid sidan av Jane Kennedy och Mary Seton som en av de tre hovdamer som fanns hos Maria Stuart under dennas fångenskap på Loch Leven Castle efter slaget vid Carberry Hill 1567. Hennes roll i Marias flykt från Loch Leven omtalades i samtida skildringar. Hon planlade flykten tillsammans med George Douglas och Willie Douglas och det var hon som fick nycklarna av Douglas och sedan förde Maria från slottet till flyktbåten. 
Hon blev kvar på Loch Leven Castle efter flykten, men gjorde senare Maria sällskap under hennes fångenskap i England och var anställd hos henne från åtminstone 1569 till 1583. Det har föreslagits att hon följde med Mary Seton när denna avslutade sin anställning och bosatte sig i Frankrike. 